# Squamophis amamiensis
Squamophis amamiensis is een slangster uit de familie Astrocharidae.
De wetenschappelijke naam van de soort werd in 2009 gepubliceerd door Okanishi et al..